# It's a small world
"it's a small world" is een dark water ride in de attractieparken Disneyland Park in Anaheim, Magic Kingdom, Tokyo Disneyland, Disneyland Park in Parijs en Hong Kong Disneyland. "it's a small world" is in al deze vijf parken te vinden in het gebied Fantasyland.

## Rit
De gehele rit in qua opzet is elke locatie gelijk. Met boten varen bezoekers langs diverse decors onder begeleiding van het nummer "it's a small world" van de gebroeders Sherman. In de decors staan tientallen poppen opgesteld die een bepaald land in de wereld vertegenwoordigen, waarbij ook bekende bezienswaardigheden uitgebeeld worden zoals de Eiffeltoren in Frankrijk.
Het uitbeelden van de verschillende landen is vrij eenvoudig en weinig gedetailleerd, evenals het vaak platte, felgekleurde decor. Aan het eind van de rit worden alle bezoekers begroet in diverse talen.

## Geschiedenis
Tijdens het ontwerpproces had de attractie de werktitel 'Children of the world'. In 1964 werd attractie opgebouwd op de Wereldtentoonstelling van 1964 in het paviljoen van UNICEF. De darkride werd gesponsord door Pepsi. De entree van de attractie bevond zich onder een, 36,5 meter hoge, toren gebouwd in kinetische stijl met de naam The Tower of the Four Winds. De bouw duurde elf maanden. In de tijd dat de darkride op de wereldtentoonstelling stond werden er tien miljoen entreetickets voor een rit in de attractie verkocht. De ritprijs was 60 cent voor kinderen en 95 voor volwassenen. De opbrengst werd gedoneerd aan UNICEF.

Twee jaar later, in 1966, werd de darkride als 'vaste' attractie geopend in het Disneyland Resort.

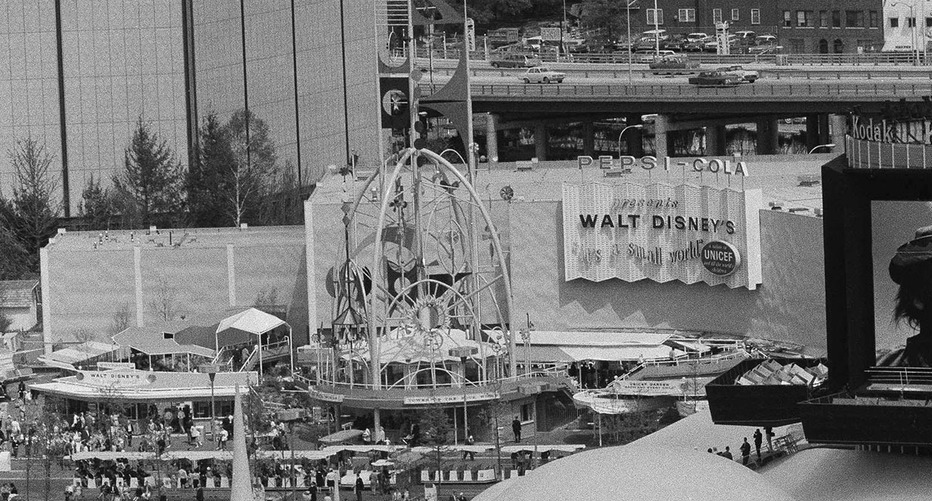
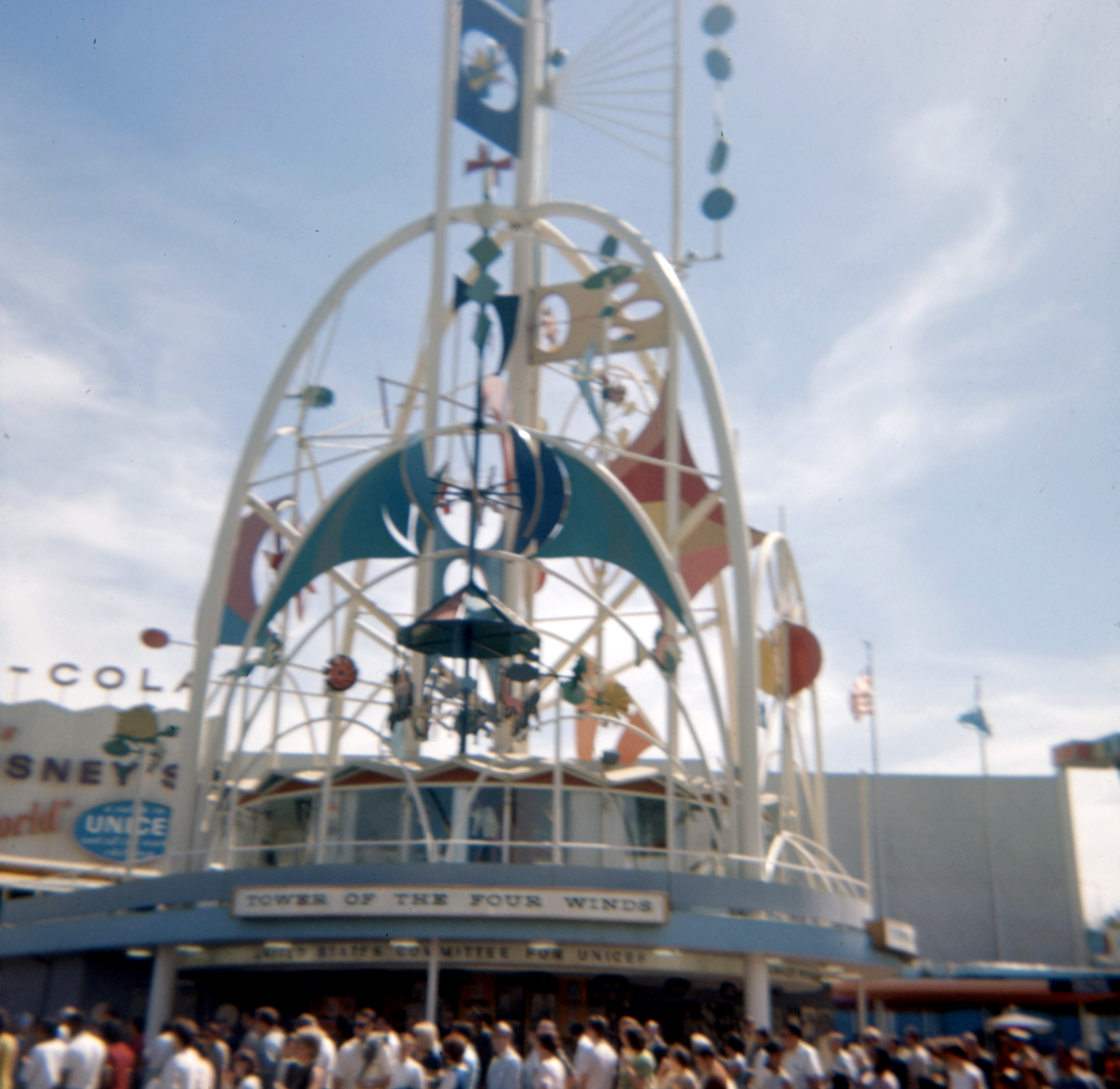

## Locaties

### Disneyland Park (Anaheim)
Deze versie werd geopend op 28 mei 1966 en is daarmee de oudste versie van alle Disneyparken. De attractie werd gebouwd door Arrow Development. Het station van de attractie bevindt zich buiten het hoofdgebouw in de open lucht. Het exterieur van de darkride kenmerkt zich door een grote façade bestaan uit witte, kubistische, vlakken met in het midden een klokkentoren. Voor de voorgevel en rondom het station zijn bloemen en planten aangebracht.  In de attractie zijn 437 figuren te vinden. In 2008 heeft de attractie een grote renovatie ondergaan waarbij de gracht waar de bootjes door varen dieper gemaakt werd. Het gemiddelde lichaamsgewicht van de bezoekers was in de ruim 40 jaar dat de attractie toen open was zoveel toegenomen dat de bootjes regelmatig vastliepen. Ook werden er 29 Disney-karakters toegevoegd en wordt er sindsdien kerstdecoratie aan de attractie toegevoegd rondom de feestdagen in december.

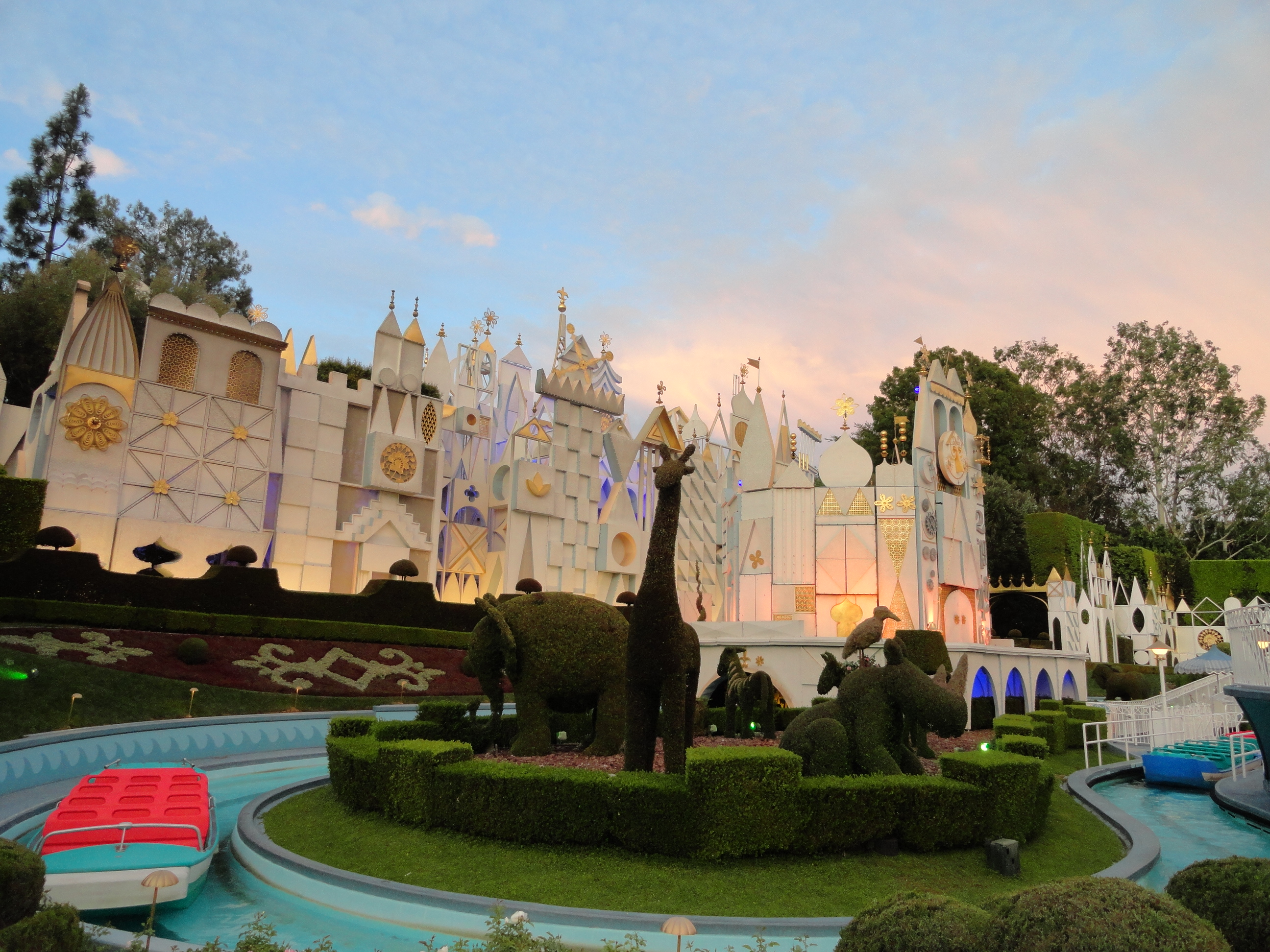
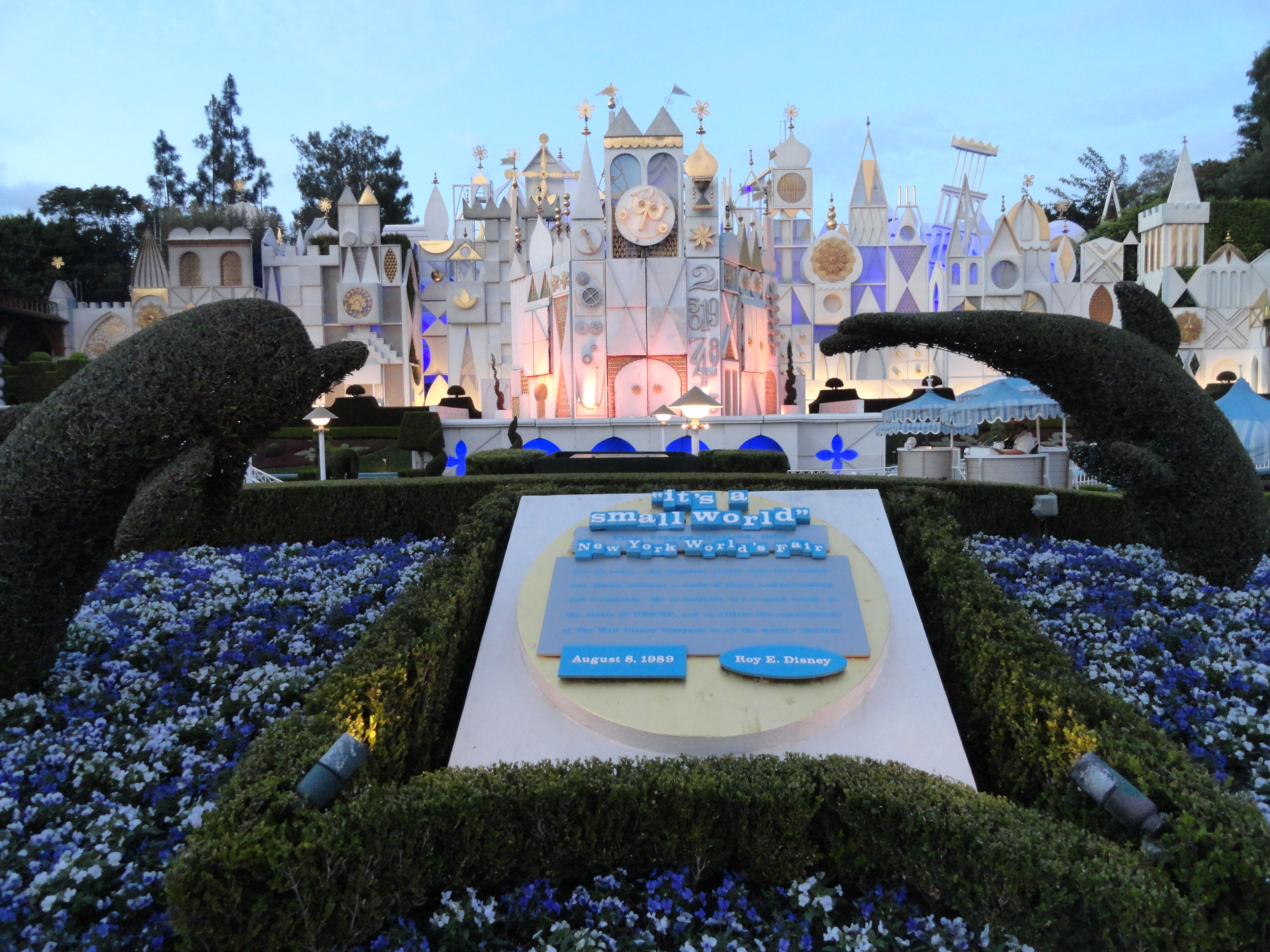
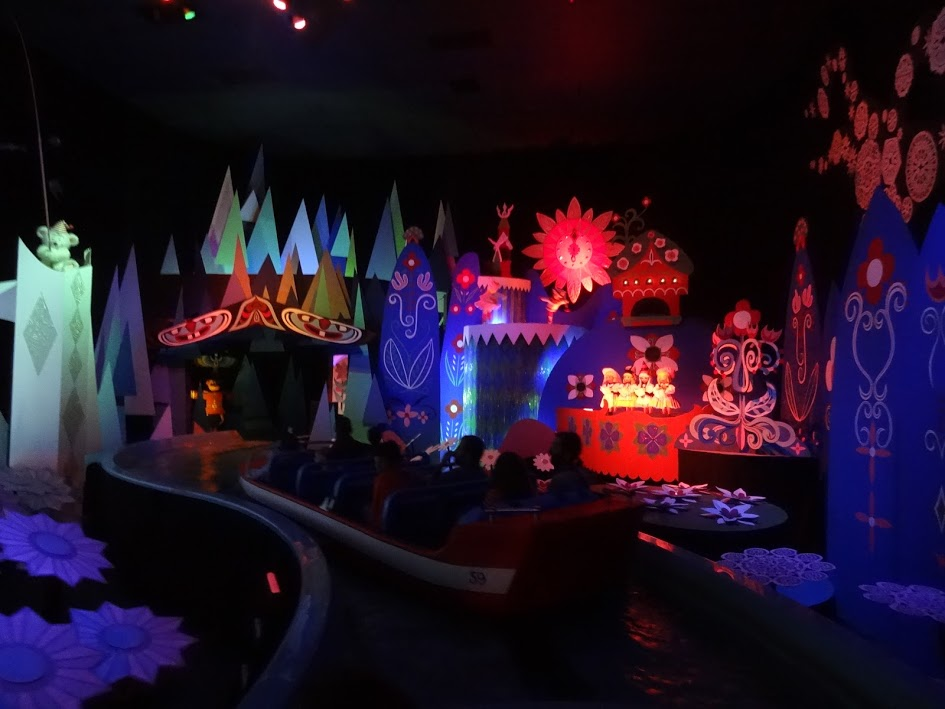
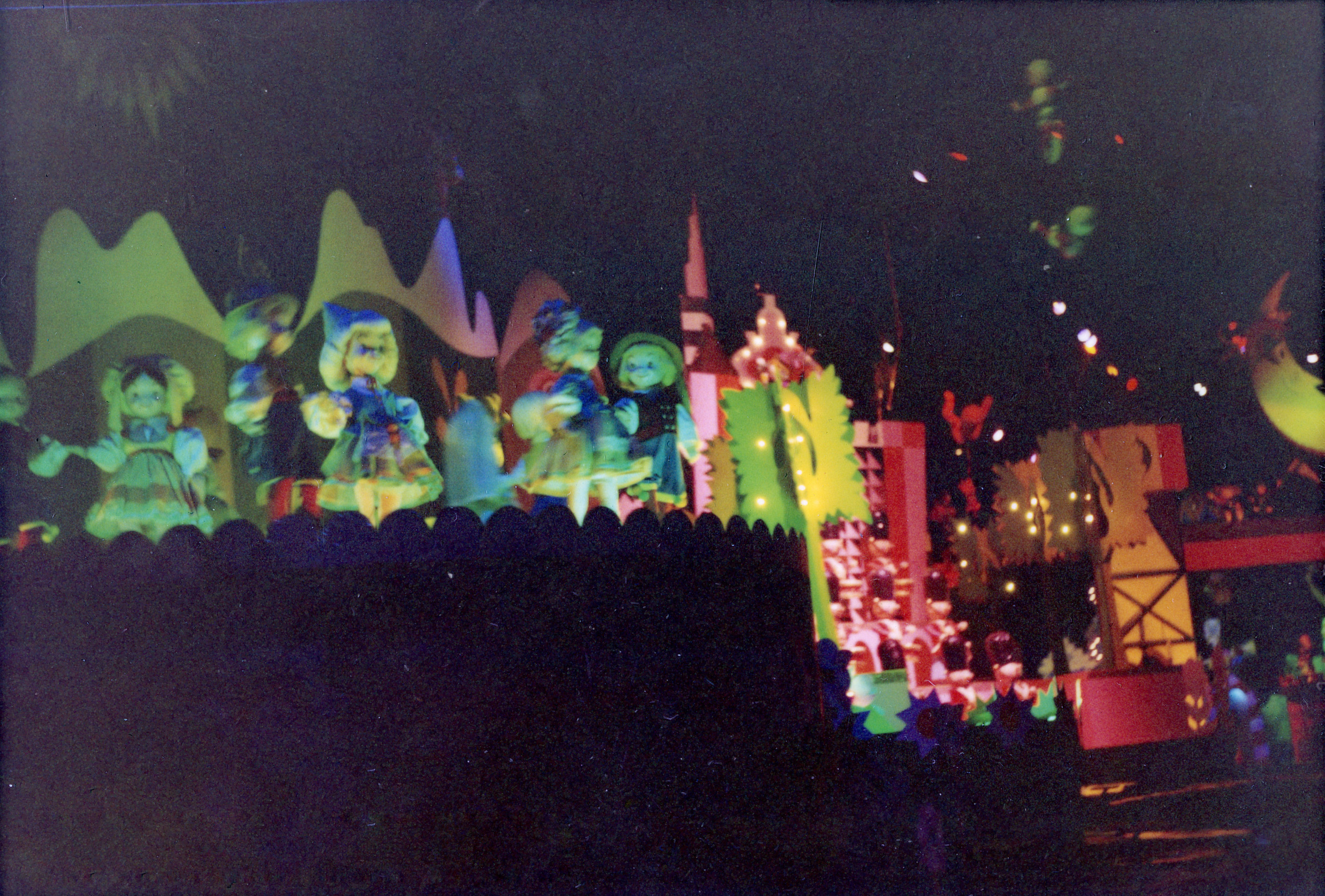
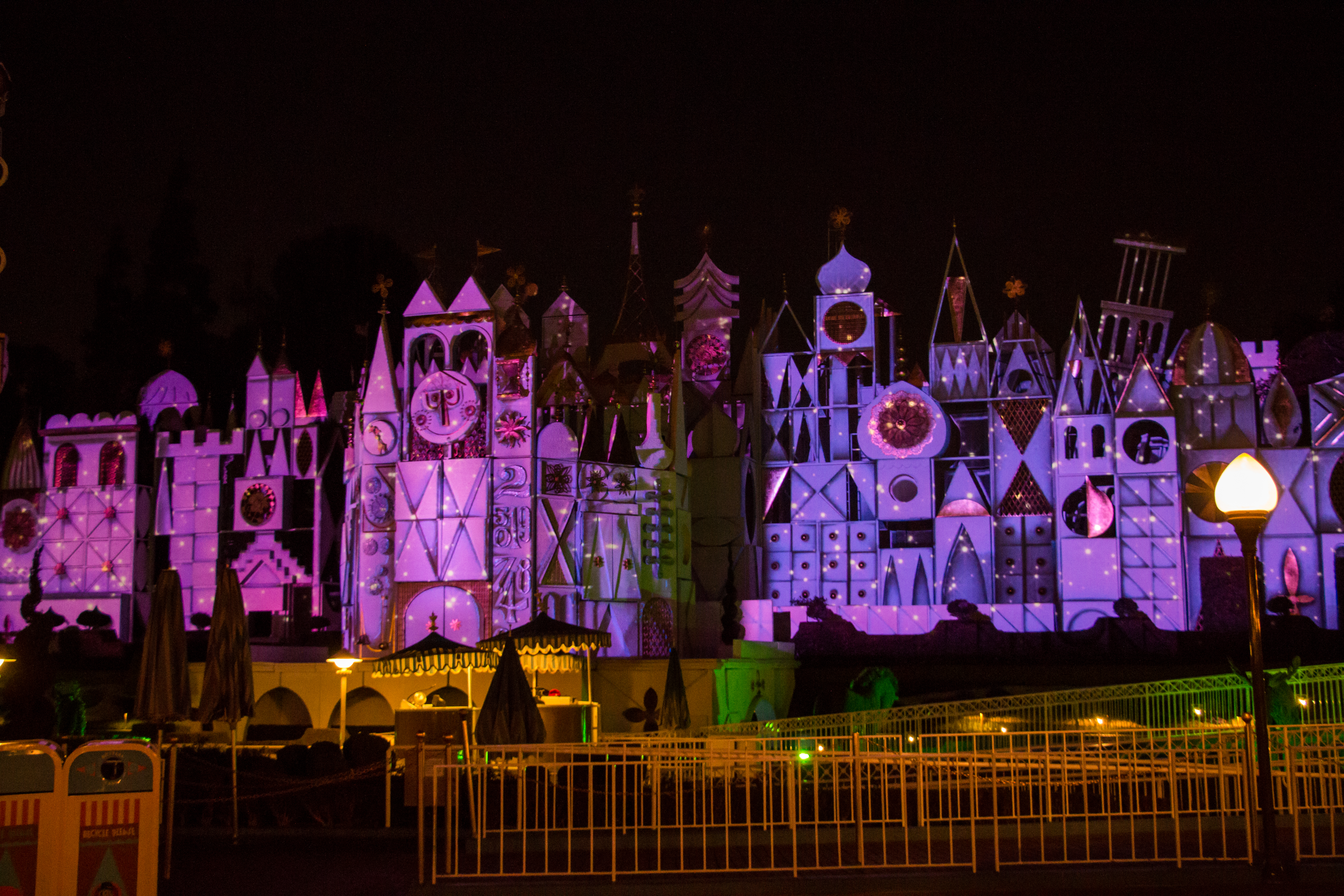

### Magic Kingdom
Deze locatie werd geopend op 1 oktober 1971 tezamen met het park zelf. De entree van de attractie wijkt volledig af van de versie in Anaheim. In het Magic Kingdom kent de darkride geen grote façade en een station in de open lucht. In plaats daarvan bevindt de entree zich in een middeleeuws straatje in Fantasyland. Het station is volledig indoor. Voor bezitters van de FastPass is een speciale wachtrij.  In de attractie zijn 472 figuren te vinden, waarvan 289 animatronics. Ook kent de attractie een kerstversie van de rit.

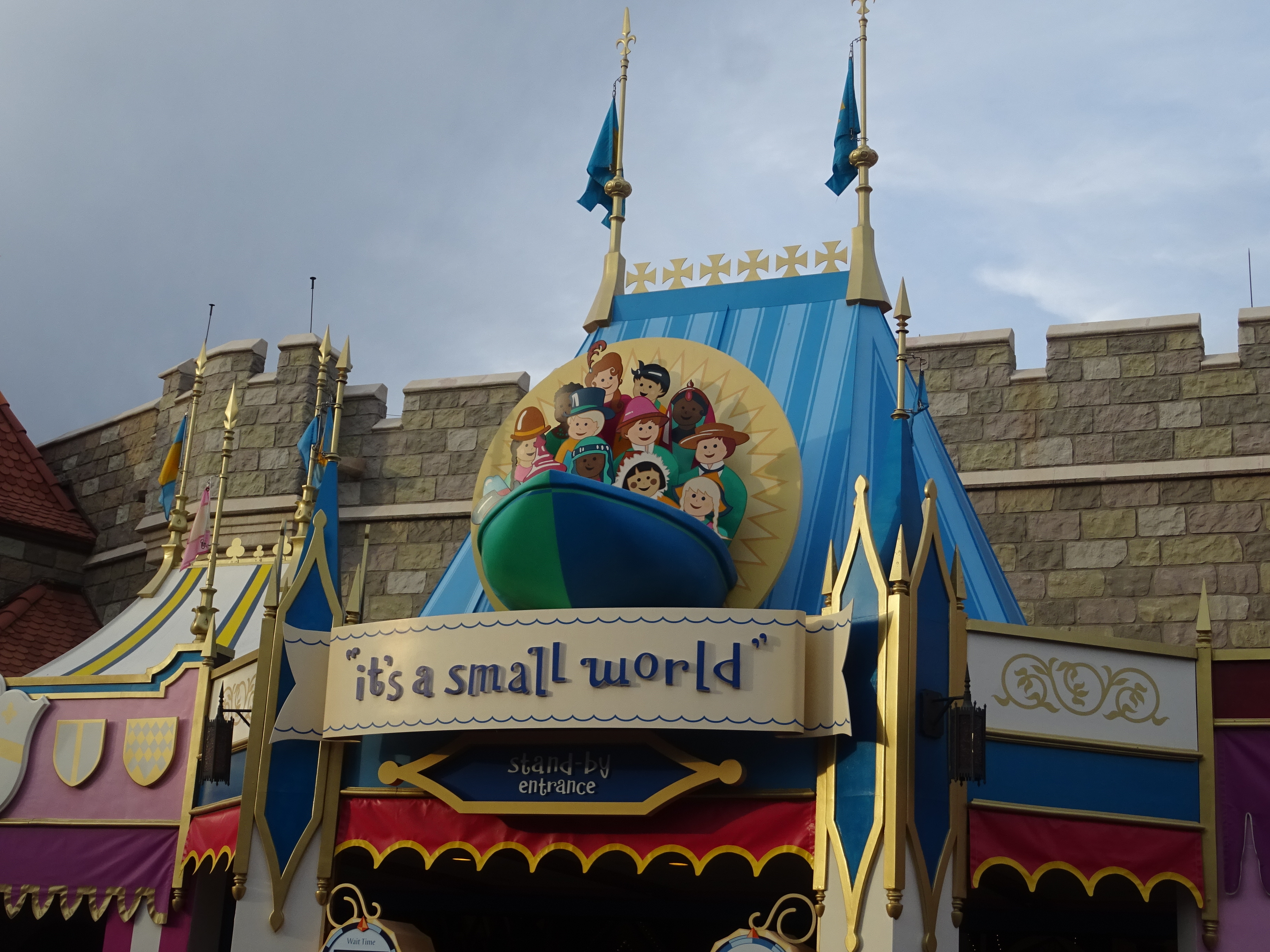
Entree
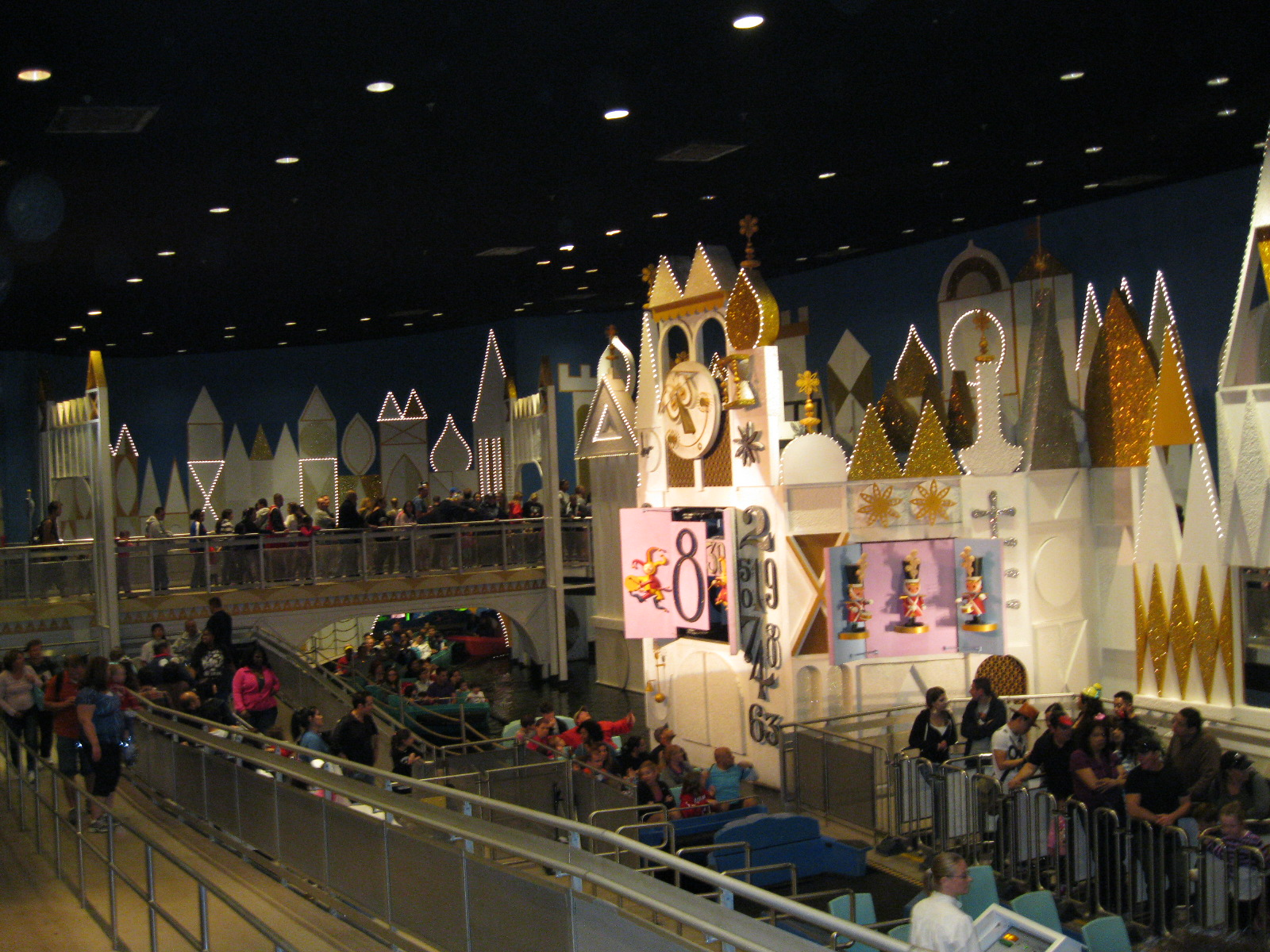
Station

### Tokyo Disneyland
Deze versie werd geopend op 15 april 1983 tezamen met het park zelf. Net als de locatie in Anaheim kent deze darkride ook een façade. Deze gevel bestaat uit diverse kubistische vlakken in allerlei kleuren. Het station bevindt zich indoor achter de façade. In 2018 is de attractie gerenoveerd en werden er bekende Disney-figuren toegevoegd.

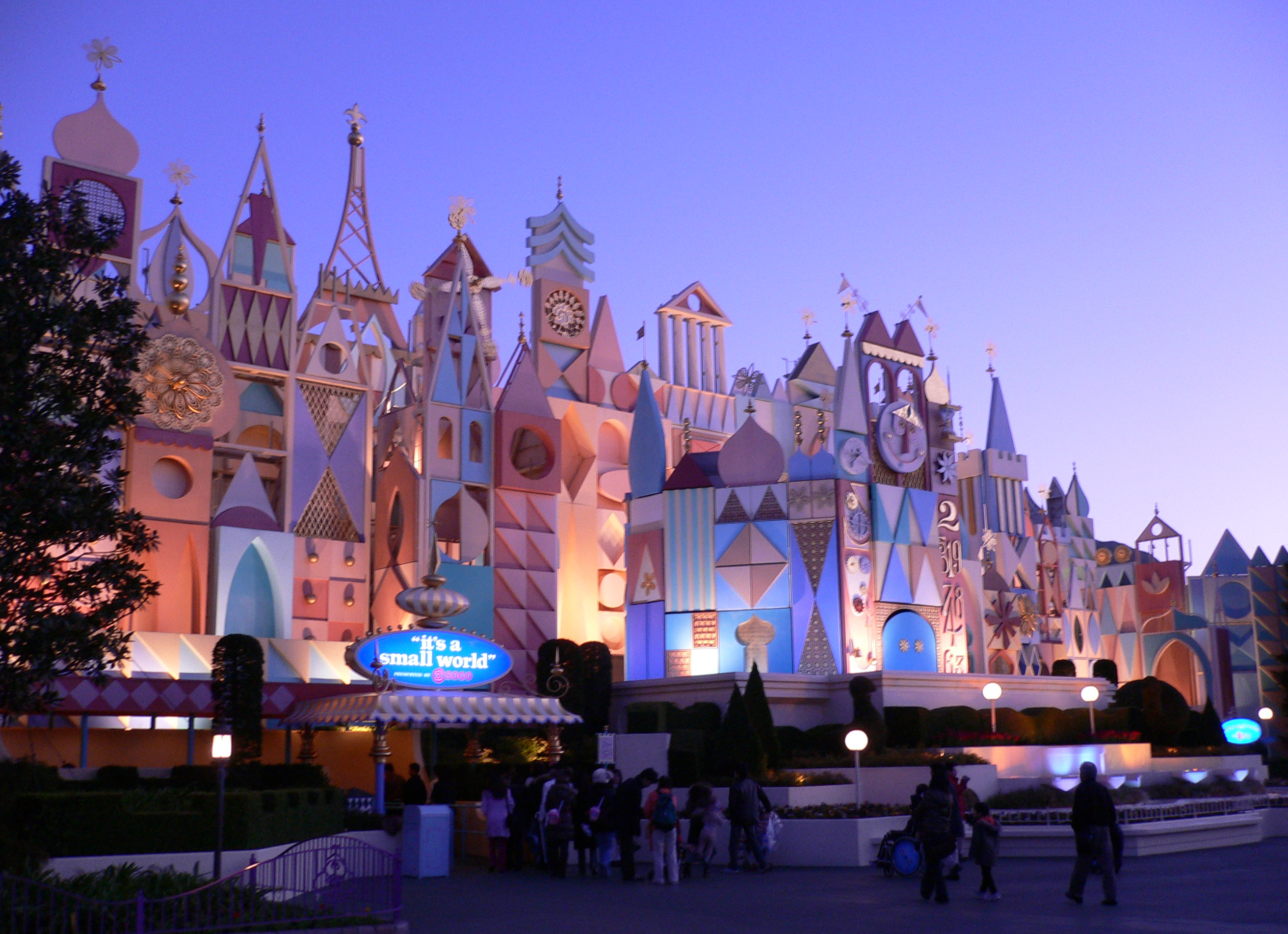
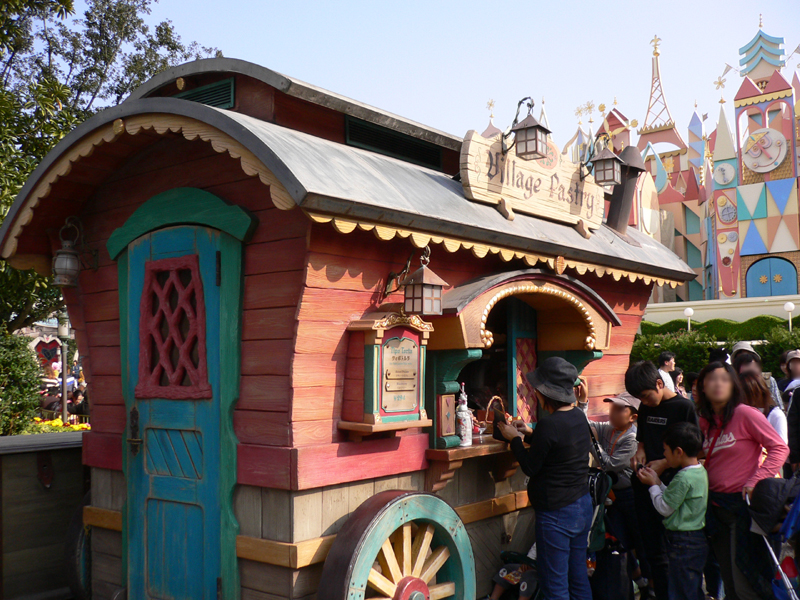

### Disneyland Park (Parijs)
"it's a small world" in het Disneyland Park te Parijs werd geopend op 12 april 1992 tezamen met het park zelf. Net als in Anaheim bestaat de darkride uit een grote voorgevel bestaand uit kubistische vlakken en diverse kleuren. Het station bevindt zich in de buitenlucht, maar is wel overdekt.
De rit duurt circa tien minuten en op de baan zijn 24 boten te vinden. Per boot is plaats voor maximaal 23 personen. In de gehele darkride zijn in totaal 281 (audio-)animatronics te vinden. Het lied it's a small world wordt in de attractie in negen verschillende talen gezongen, waaronder: Frans, Engels, Duits, Italiaans en Spaans.
Van juli 2015 tot half december 2015 is deze attractie gerenoveerd. De façade van de attractie heeft een nieuw kleurenschema (blauw-geel) gekregen. Ook de Animatronics zijn aangepast.
Op 6 oktober 2010 kwam de attractie in Disneyland Parijs in het nieuws door een dodelijk ongeval. Een schoonmaker kwam vast te zitten onder een bootje van de attractie toen die per ongeluk aanging.

### Hong Kong Disneyland
Deze versie werd geopend op 28 april 2008. Daarmee opende de tot nu toe nog grootste indoor attractie in het park. In de verschillende scènes van de attractie zijn in totaal 38 verschillende Disney-personages toegevoegd. Tevens bevat deze versie een uitgebreide scène van Azië, een uitgebreide van het Midden-Oosterse en een nieuwe scène voor Noord-Amerika. In de slotscène is voor het eerst gebruikgemaakt van glasvezel in combinatie met lichtjes.
De attractie wordt begeleid door het liedje It's a Small World, dat ditmaal wordt gezongen in het Kantonees, Mandarijn, Koreaans en Tagalog, talen die uniek zijn voor het liedje. In de slotscène wordt enkel Engels, Kantonees en Mandarijn gebruikt.

In deze attractie zijn 514 figuren te vinden, waarvan 202 animatronics.

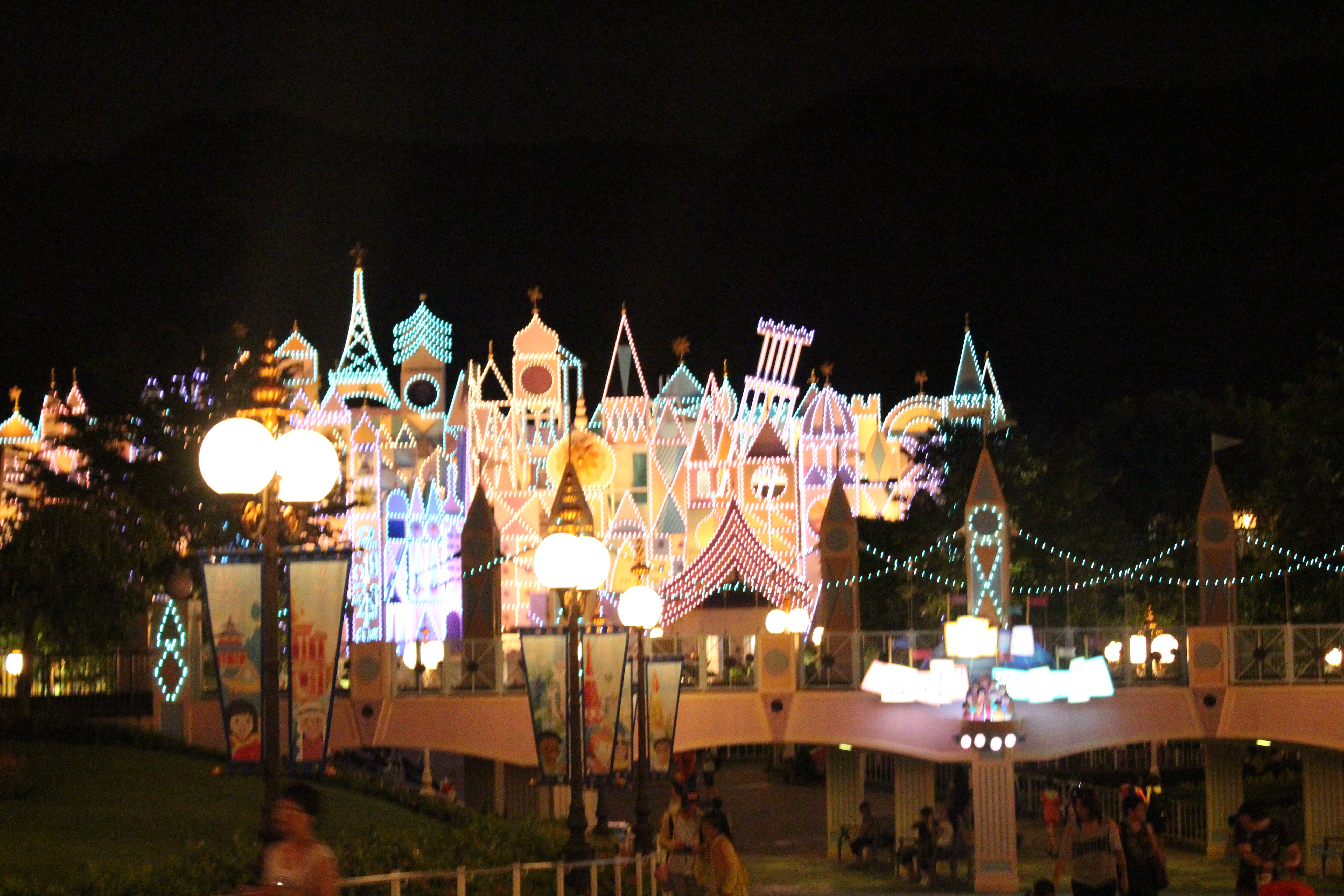
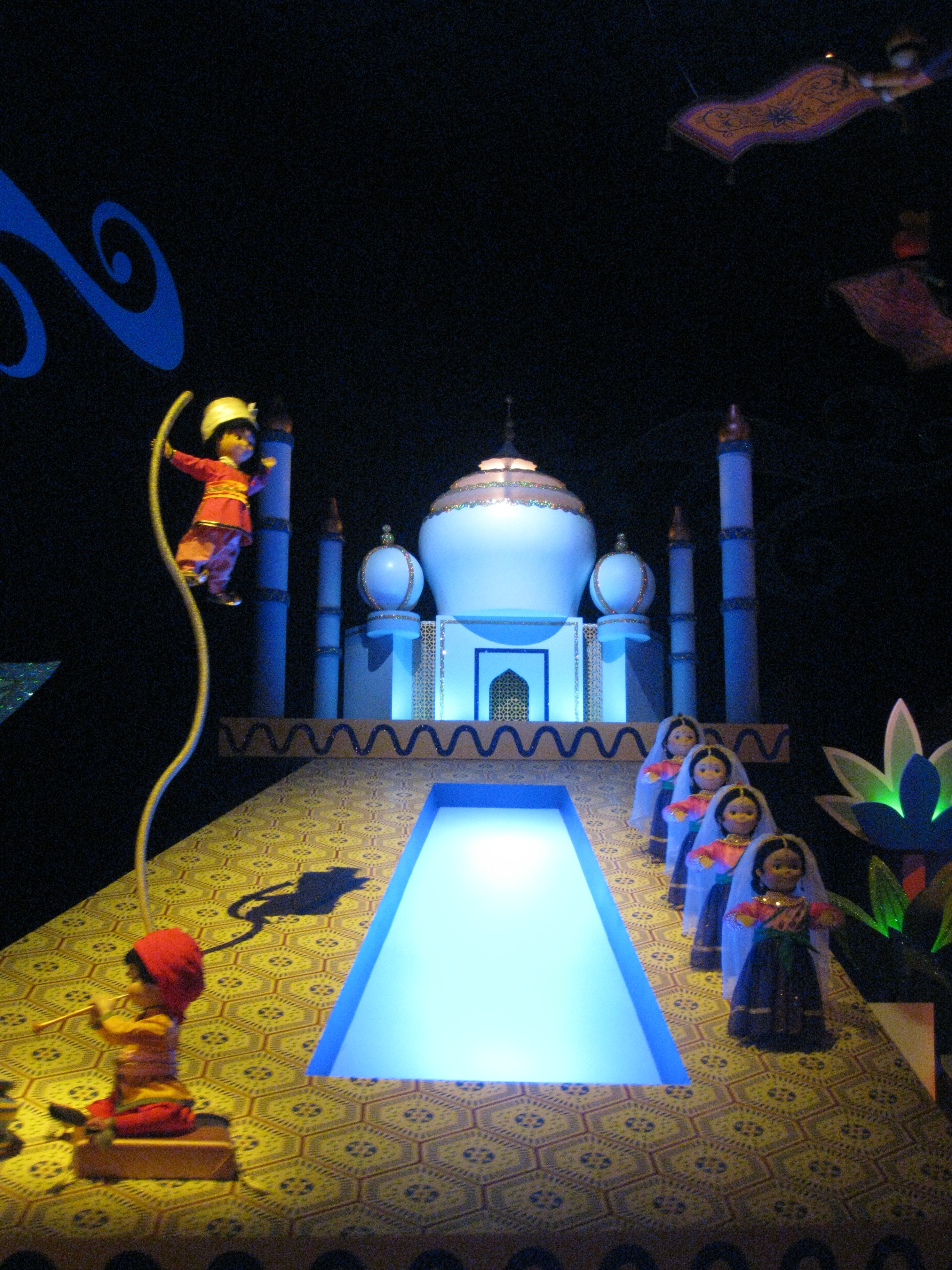
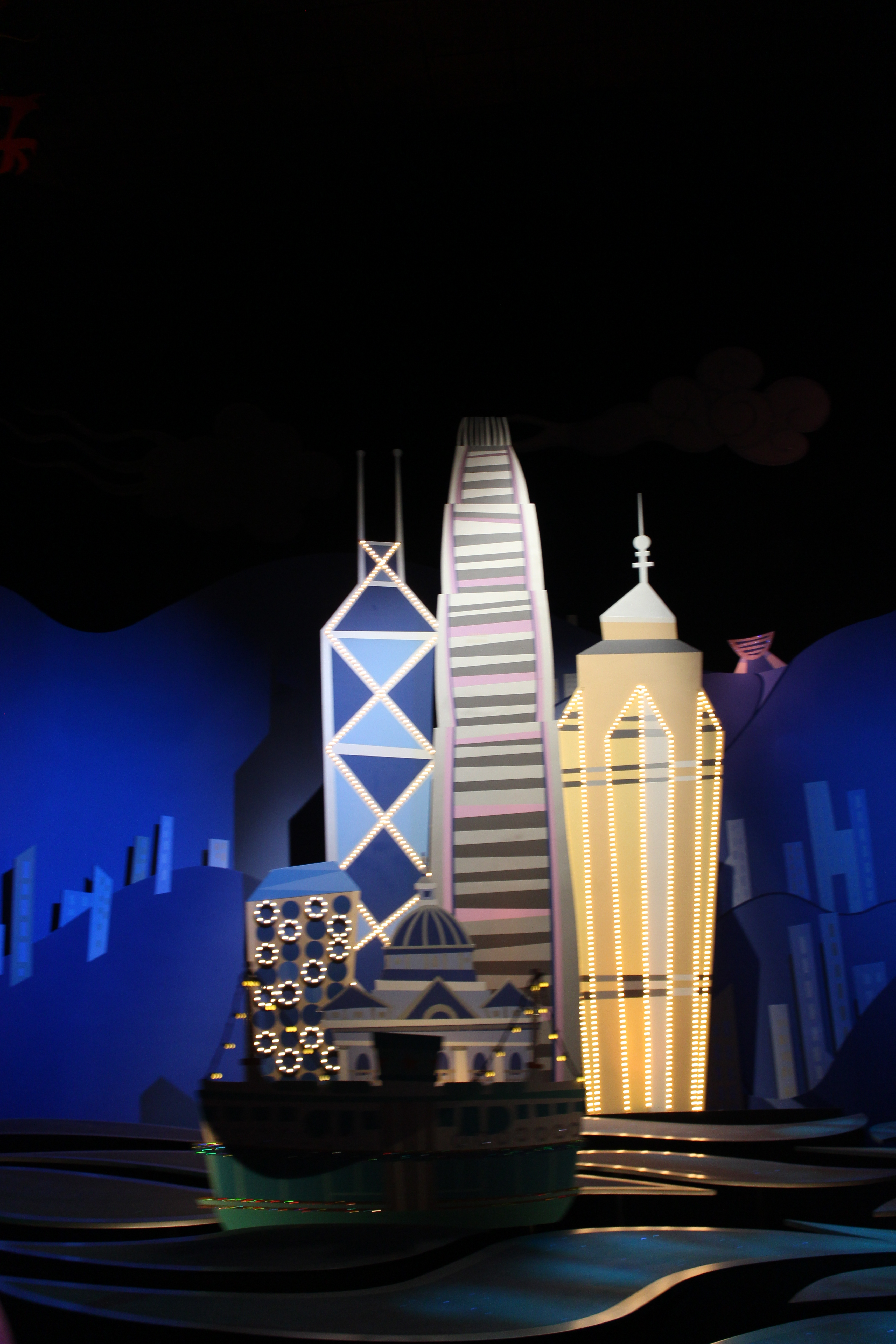
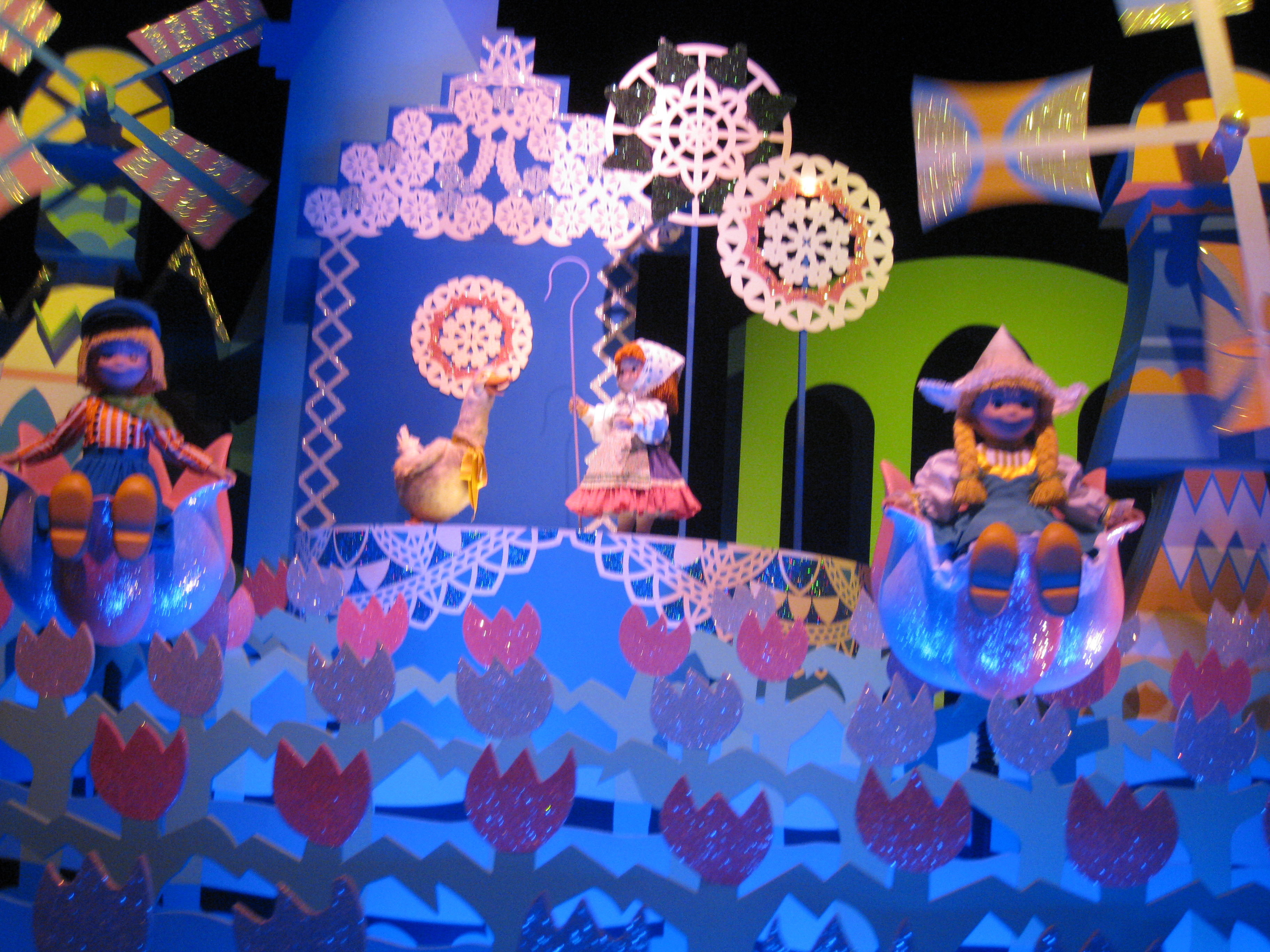
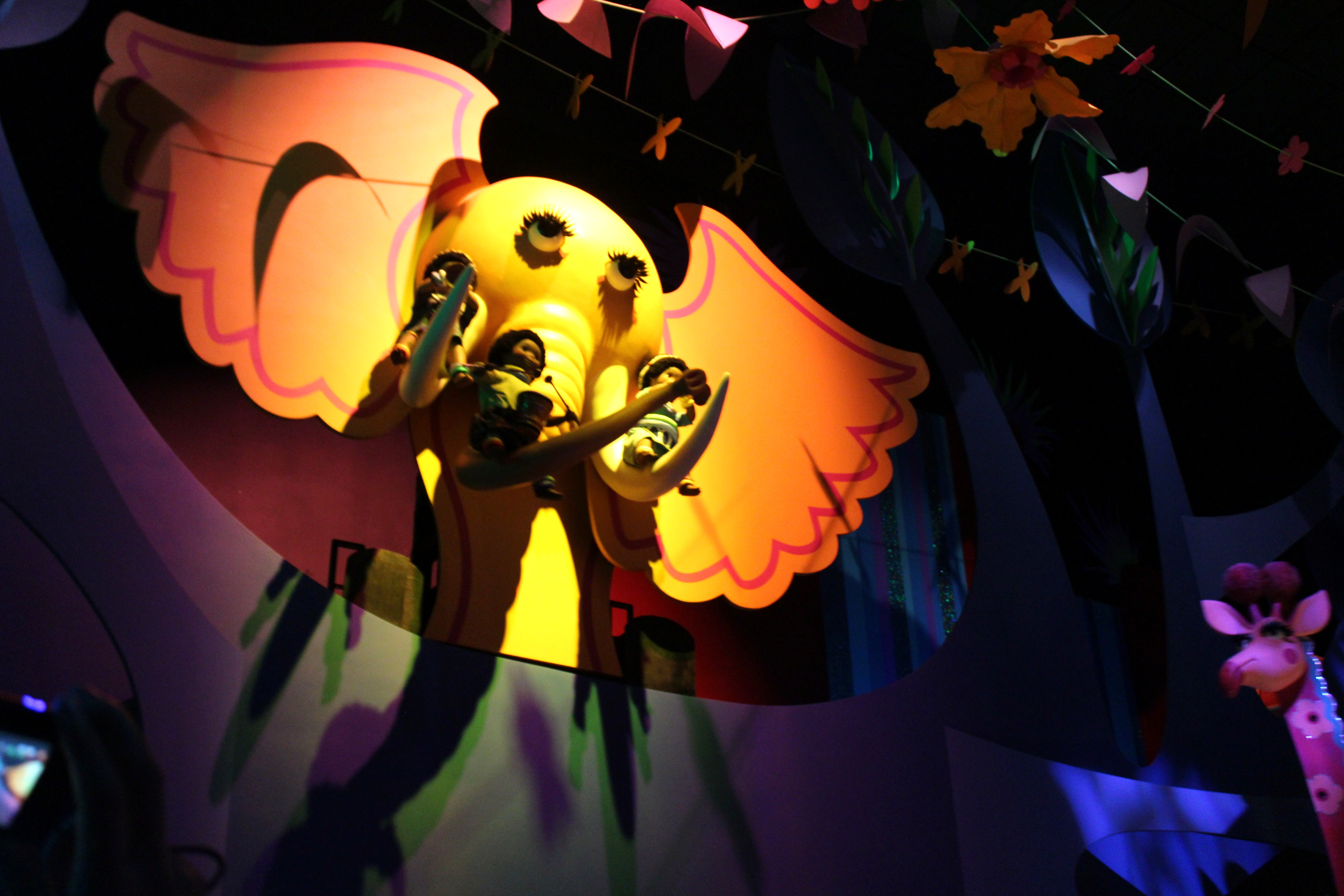
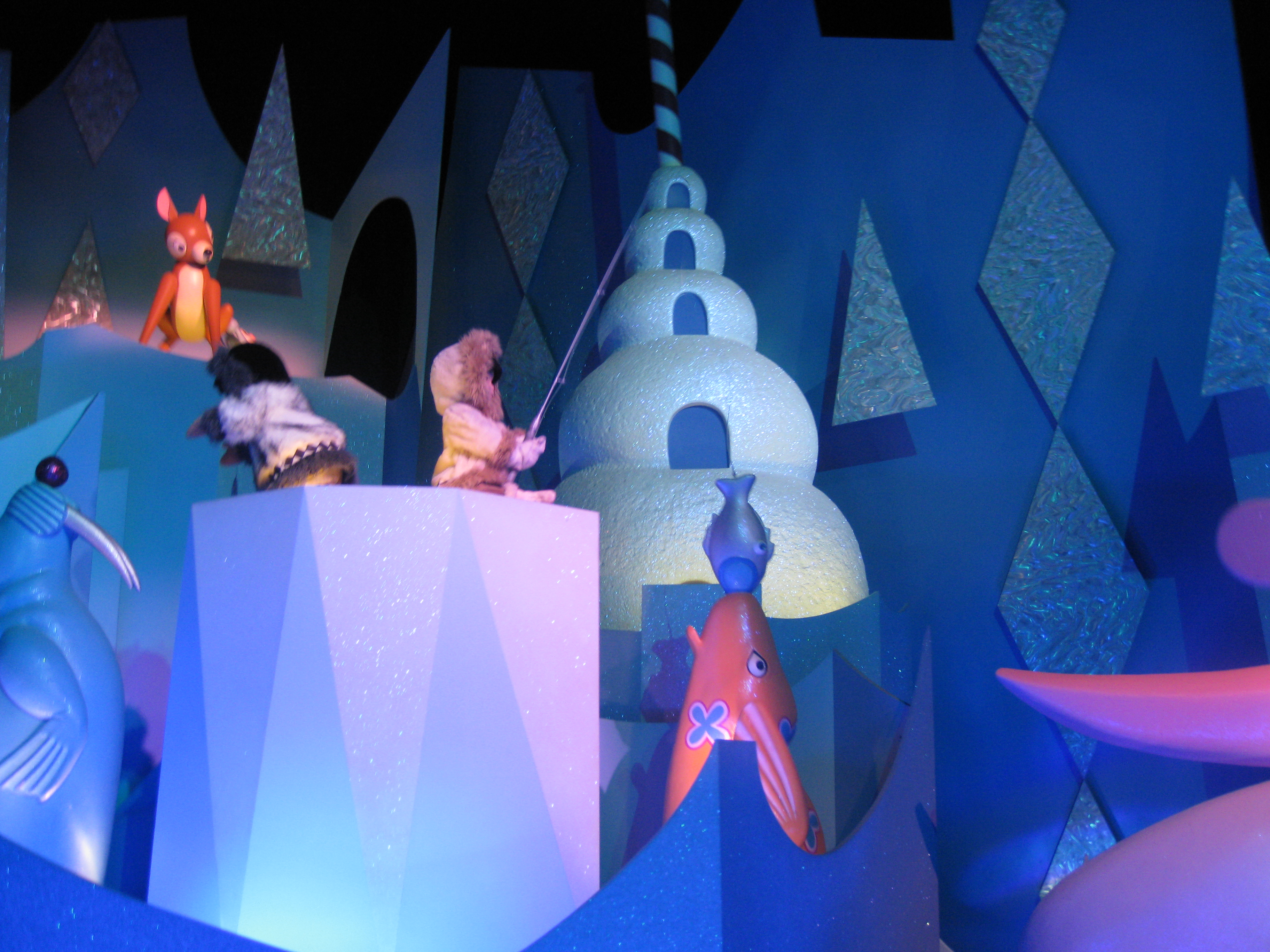
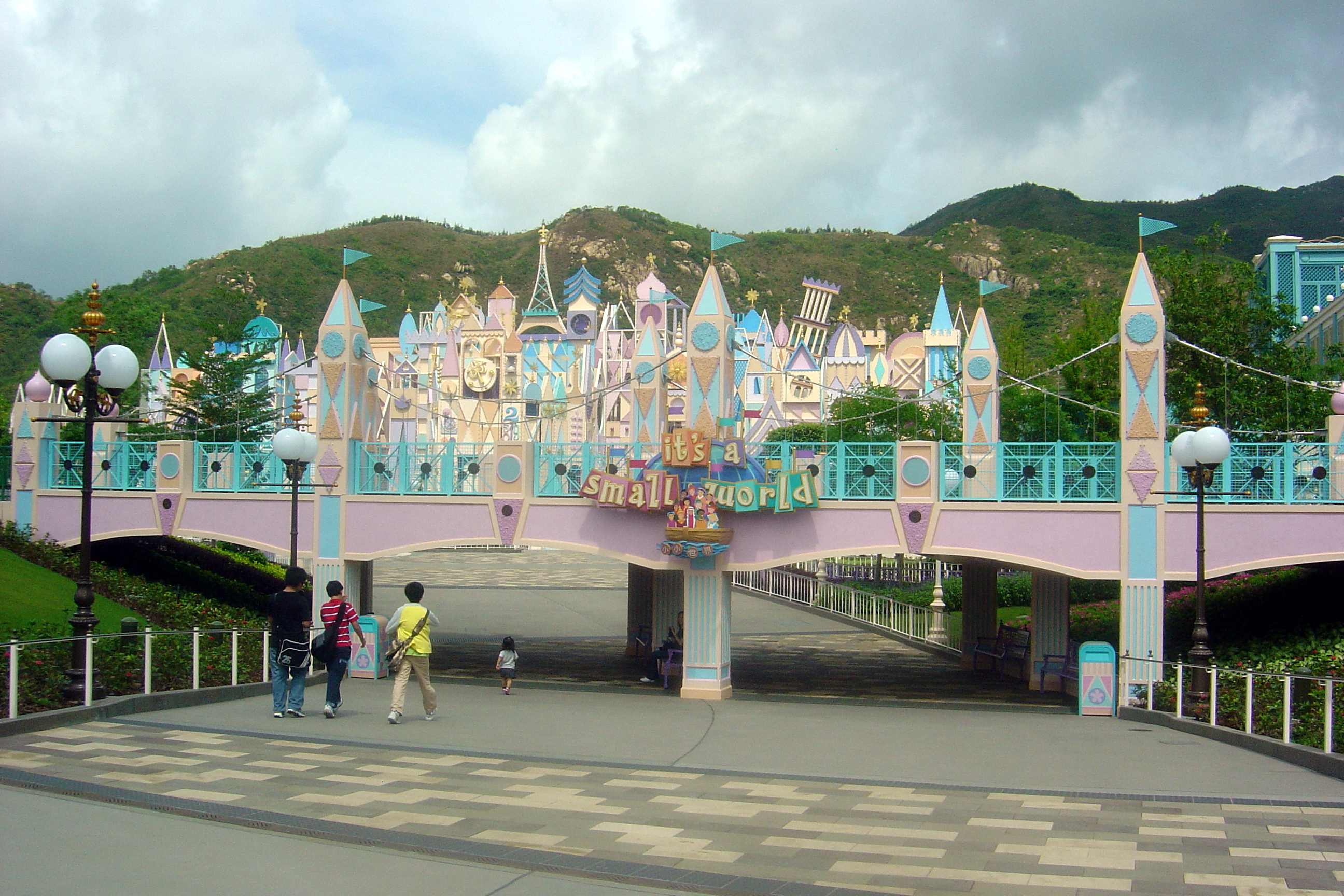
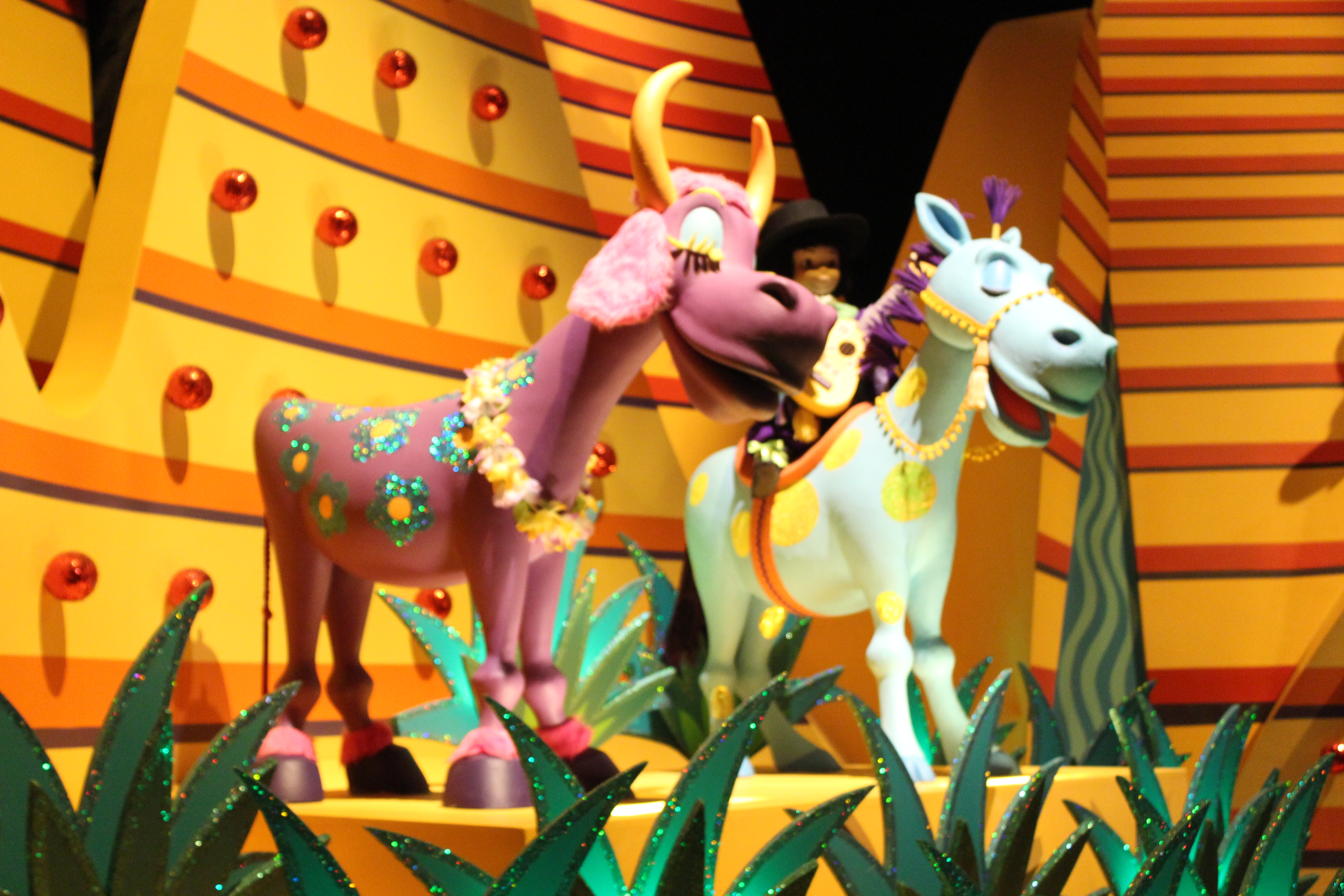
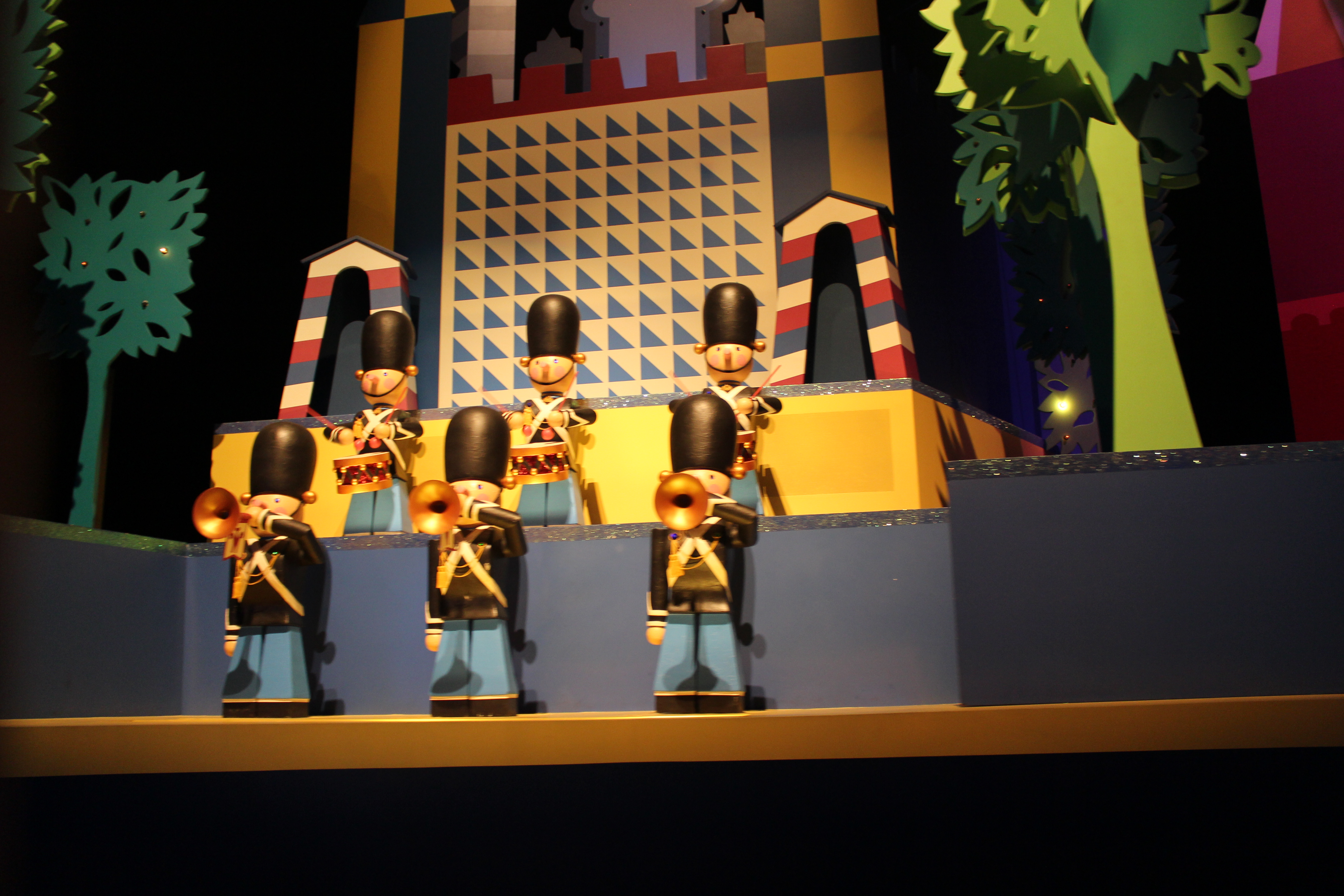

## Inspiratie
De darkride heeft sinds de opening andere attractieparken geïnspireerd tijdens het ontwerpen van attracties. Voorbeelden hiervan zijn:
- De Eftelingattractie Carnaval Festival is gebaseerd op "it's a small world".[5]
- De darkride Ciao Bambini in Europa-Park is gebaseerd op de attractie.

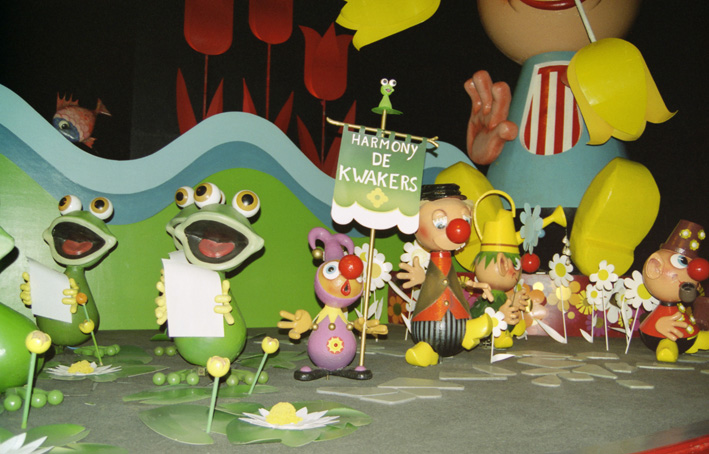
Carnaval Festival
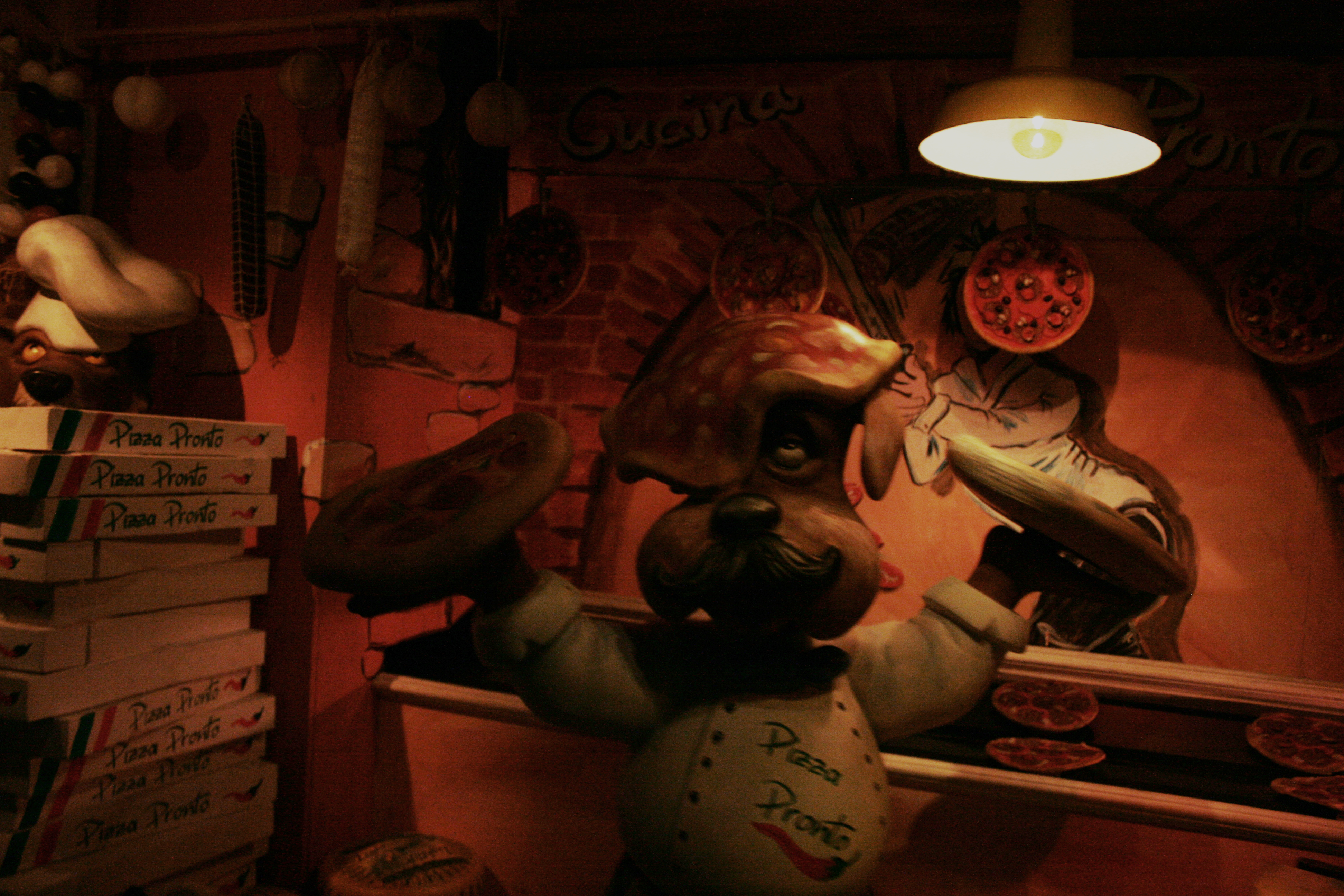
Ciao Bambini

## Media
- Het tv-programma Dit is Disney gebruikte het liedje van "it's a small world" bij de aftiteling aan het eind van het programma.
- In de film De Leeuwenkoning, wanneer Scar zichzelf tot koning benoemd heeft en Zazu gevangenzit, vraagt Scar aan Zazu of hij niet iets kan zingen "with a little bounce in it", waarop Zazu begint te zingen: "It's a small world, after all..."

Disneyland Paris · Lijst van attracties in Disneyland Park · Le Château de la Belle au Bois Dormant · afbeeldingen
Walt Disney World Resort · Cinderella Castle · Lijst van attracties in Magic Kingdom · Afbeeldingen
Tokyo Disney Resort · Lijst van attracties in Tokyo Disneyland · Cinderella Castle · afbeeldingen
Disneyland Resort · Lijst van attracties in Disneyland Park · Sleeping Beauty Castle · afbeeldingen
Hong Kong Disneyland Resort · Lijst van attracties in Hong Kong Disneyland · Sleeping Beauty Castle · afbeeldingen